# ブッホ・コンツェルン
ブッホ・コンツェルンは、ガンダムシリーズのアニメ映画『機動戦士ガンダムF91』に登場する架空の企業群。
本項では関連組織である私設軍隊クロスボーン・バンガード、およびその名を継いだ組織についても解説する。

## 概要
ブッホ・コンツェルンは、新興の複合企業集団であり、多数の企業をその傘下に置いている。
創設者はジャンク会社ブッホ・ジャンク社を一代にして大企業に育て上げた異能の経営者、シャンホルスト・ブッホ。企業経営を通して民主主義社会の退嬰を痛感した彼は、愚昧な大衆による社会運営ではなく、高貴な精神や高い知性を備えた選ばれしエリートによる社会運営を理想として考えるようになる。やがて自らの理想社会実現のため旧欧州の名家ロナ家の家名を購入した彼は、シャンホルスト・ロナと改名して名族の血筋という肩書きを手に入れ、「貴族」として社会構造の先頭に立つ高潔な人間による「貴族主義」による社会変革を真剣に考えるようになる。息子マイッツァー・ロナの代には父親譲りの卓越した経営能力によりブッホ社はさらに事業拡大の道を歩み、政界とのパイプを密にしていった。マイッツァーは幼少の頃から父に教え込まれてきた貴族精神を「コスモ貴族主義」として昇華させると、父の理想だった高貴な精神と高い能力を持つ者による貴族主義統治を実践する理想国家「コスモ・バビロニア」の建国に向け、行動を始める。
宇宙世紀0106年に系列の職業訓練学校を隠れ蓑とする軍学校・士官学校を基にして私設軍隊「クロスボーン・バンガード（CV）」を編成、それに合わせて宇宙世紀0108年に後のデナンシリーズのベースとなる「デッサ・タイプ」を開発した。地球連邦軍がジェガン・タイプの改良案を審議していた時期において、CVは既にデナンシリーズやビギナシリーズなどの、従来に比べ小型かつ高性能のモビルスーツ (MS) の量産体制の基礎を確立していた。その経緯は、映画冒頭以前からを描く小説版『機動戦士ガンダムF91』に詳しく記述されている。アナハイム・エレクトロニクスとも極秘裏につながりがあり、アナハイム側への兵器技術提供とアナハイムが『シルエットフォーミュラプロジェクト』で獲得した技術の供与を受けている。一連の接触は漫画『機動戦士ガンダム シルエットフォーミュラ91』で描かれた。またクロスボーン・バンガードの決起を前に、連邦軍への陽動として火星独立ジオン軍の残党の活動へ協力していた。
0123年にクロスボーン・バンガードが決起して歴史の表舞台に立ったコスモ・バビロニア建国戦争で、コスモ・バビロニアが組織の分裂による崩壊を起こすが、ブッホ・コンツェルン本体がどうなったかの詳細は不明。宇宙世紀0133年を舞台とした漫画『機動戦士クロスボーン・ガンダム』ではシェリンドン・ロナ率いるブッホ・コンツェルンの使節団が登場するが、ブッホ社製のMSゾンド・ゲーはすでに旧式化しており、予備のパーツも底をついている。また、続編である宇宙世紀0153年を舞台とした『機動戦士クロスボーン・ガンダム ゴースト』や宇宙世紀0169年を舞台とした『機動戦士クロスボーン・ガンダム DUST』においては一部のクロスボーン・バンガードの残党を除き、ブッホ・コンツェルンやそれに付随する企業や組織は登場せず、存続しているのかどうかは不明となっている。

## 傘下企業・関連企業
ここに上げた以外にもマスコミや調査会社など多数がある模様。また、独自に建造した小型のスペースコロニー（ブッホコロニー）を2基所有する。
ブッホ・ジャンク
グループの母体となったスペースデブリ回収企業。
小説版『機動戦士ガンダムUC』では「ブッホ社」と呼ばれ、宇宙世紀0096年に主人公バナージ・リンクスがアナハイム・エレクトロニクス社の所有コロニー「インダストリアル7」の営業所でデブリ回収のアルバイトをしている。
ブッホ・エアロダイナミクス
航空、航宙機の開発メーカー。MS開発・生産もしている。作業用の名目で開発したデッサ・タイプを基に、ブッホ・コンツェルンの私設軍クロスボーン・バンガードが運用する高性能小型MSや艦艇等を供給する。
小説版では、クロスボーン・バンガード入隊前のザビーネ・シャルが「ブッホ・エアロマシン」に就職し、テスト・パイロットを務めたとされるが、関係は不明。
職業訓練学校
コロニー公社で必要なプチMSの操縦技術から、裁縫・料理学校まで擁していたという大型職業訓練学校。宇宙世紀には古典的思想である貴族主義も教えていた。クロスボーン・バンガードに必要な人材を供給する士官学校の役目も担った。

## バーナム
『機動戦士ガンダム Twilight AXIS』に登場。
クロスボーン・バンガード以前に創設された私兵集団。「バーナムの森」とも呼ばれる。ブッホ・コンツェルンが本格的なMS開発に乗り出すためのベース機や技術を入手するために、ときには非合法な手段も必要であると考えたマイッツァーによって創設され、彼の指示により優秀な産業スパイとして活動する。軍人上がりのメンバーも多く、元ニュータイプ研究所の強化人間で、裏社会で名をはせていた傭兵でMSパイロットのフェルモ兄弟もメンバーに加えている。
宇宙世紀0096年、「サイコ・フレーム回収計画」を実行するためにアクシズに進入する連邦軍特殊部隊「マスティマ」を襲撃するが、本物の軍隊に統率力はおよばず、反撃にあい無力化され、リーダーと思しき人物は拘束される。フェルモ兄弟は敵のMSおよびMAを追い詰めるも、一歩およばず撤退する。
漫画『機動戦士ガンダムF90 ファステストフォーミュラ』では、0115年には本部隊の指揮はカロッゾに委ねられている。
所有兵器
- 0096年時
  - RX-78AN-01 ガンダムAN-01“トリスタン”
    - RX-78KU-01 クレヴェナール（アニメ・小説版）
    - RX-78AN-01FA フェイルノート（漫画版）

  - RX-160G バイアラン・イゾルデ
  - RGM-89 ジェガン（バーナム所属機）
  - 輸送艦[11]「エキナセア[12]」

- 0114年時
  - RGM-87CR バージム・マハウス

## コスモ・クルス教団
小説版『F91』ですでに存在していた設定だが、詳細には触れられておらず、のちの漫画『機動戦士クロスボーン・ガンダム』で重要要素として表舞台に登場する。
ブッホ・コンツェルンが人心の掌握のために設立した宗教団体。マイッツァーの長男ハウゼリー・ロナの娘であるシェリンドン・ロナ（シェリー・ロナ）を教祖とする。
その教義は「人の生命は魂の修練の場」というものであり、貴族主義を基にしたものである。建国戦争終結後も健在の模様で、分裂した貴族主義者の拠りどころの一つになっていた。宇宙世紀0133年時点のシェリンドンは「ニュータイプこそが争いをなくすために神に力を与えられた者」という思想に至っており、優秀なニュータイプの素質を持つ者たちを、半強制的に集めていた。
『機動戦士クロスボーン・ガンダム ゴースト』の時代（宇宙世紀0153年頃）にはブッホ・コンツェルンだけでなく、コスモ・クルス教団も登場せず、さらに後の時代である『機動戦士クロスボーン・ガンダム DUST』（宇宙世紀0169年頃）では、使節船として所有していたエオス・ニュクスの所有者ではなくなっていたことが判明し、教団として活動しているのかどうかも不明となっている。
なお、資料によって「コスモ・クルツ教団」と表記される場合もある。

## コスモ貴族主義
フランス語でいう「ノブレス・オブリージュ」を基盤とする思想。「高貴な人間にはそれに伴う義務がある」ことを掲げ、体現している。この思想での「貴族」とは、由緒ある血筋や家柄によるものではなく、「高貴な精神」と「高い能力」を兼ね備えた人間を意味し、それらを持つ者が新たな時代の「貴族」として、コスモ・バビロニア内で社会の中枢となることが認められている。そもそも提唱者のマイッツァー・ロナ自身が元々はジャンク屋上がりであり、名門ロナ家の家名は購入して得たものである（旧姓はブッホ）。
宇宙世紀0123年当時の人類社会は退廃の極みに達し、それを統御する立場にある地球連邦政府も腐敗しきっていた現状を憂い、マイッツァーは絶対民主主義を掲げる地球連邦政府を、堕落の温床であるとして打倒し、コスモ貴族主義に基づく新たな階級制度による社会秩序を建設する理想国家「コスモ・バビロニア」の建国を画策し、私設軍クロスボーン・バンガードを結成し、フロンティア・サイド強襲を皮切りにスペースコロニーの制圧に乗り出した。
しかし、イデオロギーとして、異論を論破し内部意志を統一し社会そのものを改革・領導する、明確な理論を提示し、それを貫徹しうる勇気とカリスマを備えた思想的指導者たりうる「人間的な意味合いでの貴族」が実在しないことや、血筋にこだわらないことを標榜しながらロナ家を出奔したベラ（セシリー）を後継者とすることに固執する、ブッホ・コンツェルン自体も打倒すべき連邦政府との癒着を力の根源としているなど、多くの矛盾を抱えていた。ただし、尺の短い劇場版では、これらの矛盾点は表面化しなかった。
続編ともいえる漫画『機動戦士クロスボーン・ガンダム』によれば、マイッツァーの孫でコスモ・バビロニアの正統継承者であるベラ・ロナがコスモ貴族主義を自己否定する言動を取ったことにより衰退したと語られている。皮肉にも、このベラ・ロナの毅然とした態度と自ら矢面に立つ勇気こそが、コスモ貴族主義の理想像そのものと称賛された。だが、当のベラや彼女と共にあったシーブックからすれば、貴族主義者の大部分は「自分に都合のいい人間に責任を丸投げしているだけ」であり、対象者がそれに反する行動をとった場合は（それを誘導したと考える）他者に責任転嫁するといった面も見られ、結局のところ、人間の持つ気高さや誇りといったモノは個人にしか持てないものであってシステムに落とし込むことは不可能だと結論付けている。
なお、10年後の宇宙世紀0133年になってもなお、この思想を支持する者や前述のコスモ・クルス教団に賛同する者は少なからず存在した。

## コスモ・バビロニア
スペースコロニー・フロンティアIVでの「コスモ・バビロニア宣言」によって建国した新興コロニー国家。「バビロニア」は、人類史上初の成文法を成立させた古代バビロニアにちなんで名付けられた。ブッホ・コンツェルンの幹部たちが貴族として治め、その象徴（アイドル）となる女王としてロナ家の直系であるベラ・ロナを据えることをマイッツァーは考えていた。
『F91』で描かれたのは建国宣言までであり、それ以降の詳細は不明。『クロスボーン・ガンダム』の中では、象徴だったベラ・ロナが貴族主義を否定する宣言を行ったため組織が分裂して国が崩壊した、とだけ語られている。

## クロスボーン・バンガード
ブッホ・コンツェルンの私設軍隊。コスモ・バビロニアの建国のための制圧、破壊活動を担う組織として設立された。
組織名は、中世の海賊旗に由来する「クロスボーン」に「尖兵」や「前衛」を意味する「バンガード」を組み合わせることで、「世直しを標榜し、実践する尖兵の軍隊」というようなニュアンスが込められている。一般市民の堕落とそれを是正しようともしない連邦政府の腐敗を正し、理想国家を実現するための尖兵として自らを規定し、コスモ・バビロニア建国の暁には解体し、人心の平安を守るための軍隊として再編されることが基本法に定められている。コスモ・バビロニア宣言以降はコスモ・バビロニアの国軍に移行した。
貴族主義に基づいて創設された軍隊であり、随所に古代の騎士を思わせる武器兵器や風習（巨大なビームフラッグを使って隊列を作るなど）が見られる。
ブッホ・コンツェルンが運営していた職業訓練校にそのルーツを持つ。ブッホ・コンツェルンの主事業であるジャンク業は、宇宙空間を漂流する様々な廃物の回収とその解体再生を中核としていた。それに伴う、時に遠方の僻地開発に耐えうる人材の育成の必要性から職業訓練校を運営していたが、これは同時に新時代を建設する実行力となる、優秀で旧来の思想に染まっていない若者たちを選抜する目的もあった。企業内で開発されたマシンの操縦訓練の枠を超えた軍事訓練が行われる一方、貴族主義思想の教育が行われ、やがて創設されるクロスボーン・バンガードの兵士としての鍛錬が秘密裏に行われていた。さらに、特に優秀な若者は連邦軍の士官学校にて正規の軍人教育を受けさせ、士官学校卒業者の義務である3年の連邦軍勤務も果たした上で帰還させた。給料と年金泥棒に堕している連邦軍人の退嬰を目の当たりにした若者達は、職業訓練校で教育された貴族主義思想をより強固なものとし、クロスボーン・バンガードの理想を体現する軍事指導者として育っていった。
学校の創設から始めて、全体的に質の高い兵力を揃える長期的な取り組みは奏功し、劇中でも当時の連邦軍将兵と比較して練度も士気も高く、コスモ・バビロニア建国時の戦闘では兵器の性能差と不意打ちの有利を差し引いても連邦軍を圧倒していた。コロニーを守るはずの連邦軍側は不思慮な攻撃により市民やコロニーにも被害を与え、戦闘地域を市街地などへ無闇に拡大し、果ては守るべき避難民達を盾にする所業に及ぶ体たらくは、指揮の徹底や迅速な命令遂行を為し、コロニーへの被害防止のため火器の使用を制限したクロスボーン将兵とはあまりに対照的だった。
増えすぎた地球圏の人口削減をも組織の目的とするが、鉄仮面やジレ・クリューガーのように手段を選ばない大量虐殺をすることを躊躇わない者もいれば、それに反発する者もいる。例えばザビーネ・シャルは鉄仮面の方針は快く思っておらず、バグによる大量虐殺を知った際には、計画を実行していた1人であるジレを射殺している。これは、マイッツァーの理想である人類と地球環境の未来永劫にわたる存続のためには、惰眠をむさぼる人間を消去する必要がある――鉄仮面自身も劇中で「人類の10分の9を抹殺しろと命令されれば…」と口にしたように、義父の意図を曲解した彼は、強化人間となり機械による人類粛清（ラフレシア・プロジェクト）を、マイッツァーにすら秘密にしてごく一部のメンバーでのみ企図したためである。
以上のように、総帥であるマイッツァーと軍最高権力者であるカロッゾの間にさえ方針の剥離があり、決して一枚岩の組織ではない。

### 所属部隊
ドレル大隊（15機）
カロッゾ・ロナの長男、ドレル・ロナが統率する隊。
ザビーネ大隊（15機）
クロスボーンバンガードのトップエース、ザビーネ・シャル指揮による隊。MSを黒く染め上げているところから、別名「黒の部隊（ブラックバンガード）」と呼ばれている。劇中でザビーネは「黒の戦隊」と称している。
アンナマリー小隊（3機）
アンナマリー・ブルージュが率いる偵察小隊。
ダーク・タイガー大隊（9機）
新機軸のMSテスト運用部隊。作品中での部隊長はシェルフ・シェフィールド大尉。ベルガ・バルス、ビギナ・ゼラ等をゼブラ・ゾーンで運用していた。この隊は赤く染め上げたMSを使用している。
その他
- ゼルゲス大隊（15機）
- ゼニス小隊（推定3機）
- デス・ガンズ（3機）
- 元連邦軍部隊（約30機）
- その他（1機）

### モビルスーツ、モビルアーマー
- XM-01 デナン・ゾン
- XM-02 デナン・ゲー
- XM-03 エビル・S
- XM-04 ベルガ・ダラス
- XM-05 ベルガ・ギロス
  - XM-05B ベルガ・バルス
- XM-06 ダギ・イルス

- XM-07 ビギナ・ギナ
  - XM-07B ビギナ・ギナII
  - XM-07G ビギナ・ゼラ
  - XM-07R ビギナ・ロナ
- XMA-01 ラフレシア
- XMA-02 エビル・ドーガ

### 艦艇

#### ザムス・ガル
ZAMOUS GARR
クロスボーン・バンガードの宇宙旗艦（宇宙戦艦）で、鉄仮面の座乗艦。ブリッジを含む本体（ラフレシアを搭載）、左右のMSデッキおよびカタパルト、艦首部（ガル・ブラウ）の4つに分離が可能。ブリッジを本体に収納することも可能であり、乗員の安全性を高めている（これはほかの艦にも共通する）。艦長はジレ・クリューガー。
ガル・ブラウは無人殺戮兵器「バグ」の運用母艦となるが、起動には膨大な電力の供給を必要とする。本体との接合部の凹部が親バグのカタパルトとなる。
武装は2連装主砲×5、2連装副砲×2、2連装機関銃×6。

#### ザムス・ギリ
ZAMOUS GIRI
主力宇宙戦艦。砲門の数が多く、ジェネレーター出力なども優れることから強力な火力をもち、艦隊戦でその威力を発揮する。ブリッジはザムス・ガルよりかなり狭く、クルーの数も約半分となっている。MSの搭載数は多くなく、カタパルトも1本であり、MSデッキのハッチがカタパルトの開始点となる。
武装は2連装主砲×4、2連装機関砲×4、2連装機銃×2。

#### ザムス・ジェス
ZAMOUS GESS
宇宙巡洋艦。ザムス・ギリ以上の航続力と推進力をもつ。MSの搭載数は多く、空母の役割も果たす。艦の前後にカタパルトを装備し、短時間で多数のMSを展開可能。前部のMSデッキ下面にハッチがあり、MSが帰還する際に使用される。
武装は2連装主砲×2。
同型艦
ザムス・ゼナ
小説および漫画『機動戦士ガンダム シルエットフォーミュラ91』に登場。ダーク・タイガー大隊が、ゼブラゾーン付近でのベルガ・バルスやビギナ・ゼラの新型MSの運用試験の母艦としている。
ザムス・アダ
漫画『機動戦士ガンダム クライマックスU.C. 紡がれし血統』に登場。シュティン・バニィール率いる部隊の母艦となる。

#### ザムス・ナーダ
ZAMOUS NAHDA / ZAMOUS NADA
宇宙駆逐艦。全長はザムス・ガルの約1/3で、火力もあまりないが、その機動性を発揮する奇襲や偵察・護衛を主任務とする。小型であるためカタパルトは装備されていないが、後部の上下左右に4基のMS発射台をもつ。また、収納したブリッジをそのまま緊急脱出用ランチとして分離・射出が可能となっている。
武装は2連装主砲×2。

### 宇宙要塞

#### イルルヤンカシュ宇宙要塞
ガンダムマガジン版漫画『機動戦士ガンダムF91 フォーミュラー戦記0122』及び『機動戦士ガンダム クライマックスU.C. 紡がれし血統』に登場。

## 宇宙海賊クロスボーン・バンガード
漫画『機動戦士クロスボーン・ガンダム』に登場。
宇宙世紀0120年代後半、ベラ・ロナによって活動を再開したクロスボーン・バンガード。「宇宙海賊」を名乗っているが、その目的は地球侵攻を企む木星帝国の野望を阻止することにある。
ベラを含む反貴族主義派は0128年、旗艦「バビロニア・バンガード」の処女航海中の事故により、公式には全員が死亡したとされるが実際には生還しており、その事故（事件）は自分たちの陰謀に気づいた者を暗殺するという、木星帝国によるものであった。修復したバビロニア・バンガードを「マザー・バンガード」として母艦とし、サナリィより実戦テストを兼ねてクロスボーン・ガンダムシリーズを譲り受け、木星帝国に対してゲリラ活動をおこなう。当初は木星側の公式発表のみが報道されていたため、地球圏では「ガンダムタイプのMSを使って木星の輸送船を襲う宇宙海賊」として認識されている。
反貴族主義者が母体となっているため、旧クロスボーン・バンガードとは理念が全く異なるが、貴族主義国家の復活を目論むザビーネが叛乱を起こした際には、彼にそそのかされ同調した者も何名かいる。なお、叛乱はトビアの機転により鎮圧され、ザビーネのみ逃走して木星帝国に投降している。
主な関係者
- ベラ・ロナ（セシリー・フェアチャイルド）
- キンケドゥ・ナウ（シーブック・アノー）
- ザビーネ・シャル
- トビア・アロナクス
- ベルナデット・ブリエット（テテニス・ドゥガチ）

- オンモ
- ウモン・サモン
- ヨナ
- ジェラド

主な所有兵器
- XM-X1 クロスボーン・ガンダムX1
  - XM-X1 クロスボーン・ガンダムX1改
- XM-X2 クロスボーン・ガンダムX2
- XM-X3 クロスボーン・ガンダムX3
- XM-01Eゾンド・ゲー

- EMS-06 バタラ
- EMS-10 ペズ・バタラ
- XM-10 フリント
- マザー・バンガード（旗艦）
- リトルグレイ（2番艦）

### 宇宙海賊クロスボーン・バンガード残党
木星戦役終戦後、トビア・アロナクスなど戻る場所が無い者たちが中心となり、宇宙海賊としての活動を継続。規模は小さくなったが、木星戦役中に貴族主義者が離脱をするなど様々な試練を経た上でも残った仲間だけに、アットホームな団結力を持つ。
普段は運送・廃棄物処理・デブリ回収業会社「ブラックロー運送」として活動し、合法的手段で解決できない問題が発生した際にのみ海賊となる。エンブレムも「宇宙海賊クロスボーン・バンガード」時代までとは違い、ハート型のどくろと交差した2本の半月刀となっている。
『クロスボーン・ガンダム 鋼鉄の7人』序盤のサナリィ月面実験所における戦いでフリント全機を失い、唯一残ったX1もその後の木星帝国強襲作戦「鋼鉄の7人」で未帰還となったため、海賊組織としての戦力は喪失。残ったメンバーは「ブラックロー運送」としての活動のみを継続していた模様。
『クロスボーン・ガンダム ゴースト』の時代のブラックロー運送はオンモが会長に就き、デブリ回収技術での特許と、回収したMSをレストア（あくまでも「作業機」として使えるレベル）し販売することで急成長。MS本体の製造は出来ないものの、装備品などの兵器開発を独自に行える程の大企業として有名になっている。カーティス（=トビア）が率いる特殊部隊『蛇の足（セルビエンテ・タコーン）』からの依頼で、補給のために「ブラックロー運送」のマークのついた補給艦が登場しているが、会社の前身を知らない社員が大多数となっているため、本来はどの勢力にも協力せず、中立を表明しているにもかかわらず、蛇の足に協力していることが企業内でも問題とされている。
『機動戦士クロスボーン・ガンダム DUST』の時代においてもブラックロー運送は企業として健在であり、連邦の弱体化によって戦乱が繰り返され地球圏は荒廃し、MSの新規開発・生産はおろか既存の機体の修復やコロニーの維持も難しいほど技術力が低下している中で、兵器の再現等を行える技術力を保持している。
主な関係者
- トビア・アロナクス
- ベルナデット・ブリエット（テテニス・ドゥガチ）
- オンモ
- ウモン・サモン

- ヨナ
- ジェラド
- トゥインク・ステラ・ラベラドゥ
- ハリソン・マディン

主な所有兵器
- XM-X1 クロスボーン・ガンダムX1スカルハート
- XM-10 フリント

- リトルグレイ（母艦）

### クロスボーン・バンガード（新生）
木星帝国強襲作戦「鋼鉄の7人」の17年後、奪われた宇宙細菌『エンジェル・コール』への対応を目的として地球に派遣された特殊部隊『蛇の足（セルビエンテ・タコーン）』が別名として名乗った組織名。その行動が木星圏にとっての利益を損なう反逆行為と認識されかねないため、その存在を極力隠し、あえて反逆者の仮面をかぶるため、木星共和国ユピテル財団当主テテニス・ドゥガチの判断で、「クロスボーン・バンガード」を名乗ることになった。隊長はかつてのクロスボーン・バンガードを知るカーティス・ロスコで、本人は「新生クロスボーン・バンガード」と称した。
表向きは宇宙海賊でありユピテル財団は関与しない集団だが、実質は木星共和国に属する組織であり、またかつてのクロスボーン・バンガードとの直接的な関係も無いが、隊長のカーティスの人脈があり、以前のクロスボーン・バンガードであったブラックロー運送の協力も取り付けている。そのエンブレムは『蛇の足』の名に因み、どくろの周りに足を持った2匹の蛇がいる、というものになっている。
なお、『蛇の足』という名称は「（本来ヘビに足は無いので）存在しないもの」という意味合いで、表面上は存在していない部隊という事を示している。年月が経過した『DUST』や『X-11』、『ゼーロイバー』の時代においても、『蛇の足』の活動は続いている。
主な関係者
- カーティス・ロスコ（トビア・アロナクス）
- ベルナデット・ドゥガチ

- フォント・ボー
- イオ

主な所有兵器
- XM-X0 クロスボーン・ガンダムX-0
  - XM-X0 クロスボーン・ガンダムX-0フルクロス
- JMS-06 ドク・オック
- MS-06F ザクII（グランパ）

- EMS-TC02 ファントム
  - XM-XX ゴーストガンダム
- EMS-TC04 デスフィズ
  - EMS-TC04改 デスフィズ・モール
- 林檎の花（マンサーナ・フロール）（母艦）

### ネオ・コスモバビロニア
ザンスカール戦争終結の前後と思われる時期に勃興した貴族主義国家。かつてのコスモバビロニア（ブッホ・コンツェルンやクロスボーン・バンガード等）とは直接的な繋がりはない。技術力低下と物資不足もあって、民主政治より手間がかからないためか受け入れられているが、為政者側もコスモ貴族主義のような、小難しい理屈は廃して「貴族は偉い。だから敬え」という状態になっている。だが政策的に不備が多いためか下からの突き上げもキツくなっており、0169年-0170年時の当主・ニルは上手いこと次世代に任せて思想の転換を狙っている。